# Saprinus grandiclava
Saprinus grandiclava es una especie de escarabajo del género Saprinus, familia Histeridae. Fue descrita científicamente por Kanaar en 1989.
Se distribuye por Indonesia y Papúa Nueva Guinea.

## Descripción
Cuerpo convexo, pronoto marrón oscuro con un brillo metálico de bronce tenue, élitros azul oscuro con tinte metálico; pigidio negro; patas, piezas bucales y escapo antenal castaño a rojo; maza antenal negra.